# 土屋朝美 (写真家)
土屋 朝美（つちや あさみ、1958年4月2日 - ）は、日本の写真家。東京都出身。血液型B型。
独学で写真を勉強し、2005年頃からデジタルカメラの普及とともに、フォトコンテストを中心に写真活動を行っている。2009年に日本風景写真協会会員になる。2010年に公益社団法人日本写真協会会員となる。

## 主な受賞作品
- 第15回世田谷美術館世田谷区民写真展(2005年)-光の宝石・入選
- 第6回新潟総踊りフォトコンテスト(2007年)-乱舞－気・優秀賞
- 新潟3大花火・長岡花火フォトコンテスト(2008年)-無題・第3位
- 第7回新潟総踊りフォトコンテスト(2008年)-融合－和・入選
- 第18回世田谷美術館世田谷区民写真展(2008年)-神輿の達人・入選
- 第21回四季の山古志写真コンテスト(2008年)-光射す棚池・入選
- 吉川英治記念館「母・旅・食」フォトコンテスト(2009年)-ふれあいの時・入選
- 国際フィルターフォトコンテスト(2009年)-ローカルタウンの輝き・入選[1]
- 第62回水戸梅まつりフォトコンテスト(2009年)-キャンドルロード・佳作
- 第35回水戸あじさいまつり写真コンテスト(2009年)-だーれだ!・佳作
- 草原の花火と音楽フォトコンテスト(2009年)-花開く草原・準優秀賞
- 平成21年度健康保健連合会フォトコンテスト(2009年)-喜び目指して・準特選
- 読売写真大賞年間テーマ部門(2009年)-母のぬくもり・佳作
- 第19回世田谷美術館世田谷区民写真展(2009年)-居心地のよい場所・銀賞
- 第19回世田谷美術館世田谷区民写真展(2009年)-夜空の花園・入選
- 第63回水戸梅まつりフォトコンテスト(2010年)-霧の静寂・入選
- ひたちなか観光フォトコンテスト(2010年)-コキアの中で・入選
- 平成22年度長岡まつり写真コンクール(2010年)-天空の花園・入選
- 平成22年度長岡まつり写真コンクール(2010年)-勇壮の天地人・佳作
- 第20回世田谷美術館世田谷区民写真展(2010年)-親子で散歩・銅賞
- 新潟3大花火・長岡花火フォトコンテスト(2010年)-三尺の時・入選
- 第64回水戸梅まつりフォトコンテスト(2011年)-夜梅ばやし・佳作
- NEXCO東日本北海道フォトコンテスト春夏(2011年)-海街の黄昏・私が写す北海道賞[2]
- 第14回みちのくYOSAKOIまつり写真コンテスト(2011年)-がんばっぺ!!・佳作
- 2011年度光のページェント写真コンクール(2012年)-楽器の中で輝くサンタの森・佳作
- 平成24年度おおかわら桜まつり写真コンクール(2012年)-輝く波の中で桜咲く・まちづくりオーガ賞